# Détrusor
Le détrusor (du latin detrusus, participe passé du verbe detrudere pousser de haut en bas) est la couche de muscle lisse située dans la paroi de la vessie. Lorsqu'il est détendu (la plupart du temps), il permet le remplissage passif de la vessie par l'urine en provenance du rein. Quand la vessie atteint un certain volume de remplissage, le muscle détrusor se contracte (et les sphincters se relâchent), ce qui permet le vidage de la vessie à travers l'urètre (miction).
Le détrusor est constitué de trois couches distinctes, de la lumière vers l'extérieur : la couche plexiforme, la couche circulaire et la couche longitudinale. Ces deux dernières couches sont en continuité avec les couches circulaire externe et longitudinale interne des uretères.
Entre les deux méats urétéraux, la barre inter-urétérale est un épaississement de la couche musculaire circulaire. Ceci permet une contraction synchronisée nécessaire au système anti-reflux de l'urine vers les uretères.